# Castell de Gimenells
El Castell de Gimenells és un monument del municipi de Gimenells i el Pla de la Font, al Segrià declarat bé cultural d'interès nacional.

## Descripció
Les ruïnes d'aquest castell són en un tossal allargassat que es troba a uns 3 km al nord de l'actual poble de Gimenells. Les restes del castell estan constituïdes per tres estructures clarament diferenciades, si bé les diferents modificacions efectuades fan força difícil, en l'estat actual, identificar les més antigues i conèixer l'evolució clara de tota la construcció.
Al nord hi ha l'edifici principal, una torre quadrangular que té una base atalussada formada per grans carreus lligats amb morter. Després el mur puja recte, però mentre que la cantonada sud-oest està formada per carreus, la resta és de maçoneria. A l'interior s'aprecien tres pisos i planta baixa.
Quant a l'estructura constructiva meridional de la planta rectangular, tant per la seva aparença rústica com pel fet d'entrar dins la torre, i que el talús de la torre s'hi adapta, hom pot suposar que és una construcció anterior a la torre o, si més no, vinculada al primer moment de la fortificació. És coherent pensar en un possible origen islàmic. Es devia tractar d'una cisterna de la primitiva fortalesa que més endavant serví de base per a una habitació de la casa de pagès.
La tercera estructura que hi ha al planell del tossal, a migdia, sembla que hagués estat una mena de celler o magatzem, construït al segle xiv i adaptat posteriorment a les necessitats de la casa de pagès, al segle passat.

## Història
El primer esment del castell de Gimenells és del 1212, any en el qual el rei Pere el Catòlic concedí o ratificà a l'orde del Temple unes terres que tenia al terme del castell i la vila de Gimenells. El terme formava part de la ciutat de Lleida i era de jurisdicció reial. Al segle xiv passà a mans dels Desvalls, més endavant marquesos d'Alfarràs. L'indret es despoblà arran de la guerra dels Segadors.
El 1908 Ramon Albà comprà les terres de Gimenells per a l'Obra Tutelar Agrària, la qual fou base del nou poble de Gimenells, nascut al sud de les restes de la fortalesa després de la Guerra Civil Espanyola per l'obra de l'Instituto Nacional de Colonización.